# PSMC3IP
PSMC3IP (англ. PSMC3 interacting protein) – білок, який кодується однойменним геном, розташованим у людей на короткому плечі 17-ї хромосоми. Довжина поліпептидного ланцюга білка становить 217 амінокислот, а молекулярна маса — 24 906.
| 10         |  | 20         |  | 30         |  | 40         |  | 50         |
| ---------- |  | ---------- |  | ---------- |  | ---------- |  | ---------- |
| MSKGRAEAAA |  | GAAGILLRYL |  | QEQNRPYSSQ |  | DVFGNLQREH |  | GLGKAVVVKT |
| LEQLAQQGKI |  | KEKMYGKQKI |  | YFADQDQFDM |  | VSDADLQVLD |  | GKIVALTAKV |
| QSLQQSCRYM |  | EAELKELSSA |  | LTTPEMQKEI |  | QELKKECAGY |  | RERLKNIKAA |
| TNHVTPEEKE |  | QVYRERQKYC |  | KEWRKRKRMA |  | TELSDAILEG |  | YPKSKKQFFE |
| EVGIETDEDY |  | NVTLPDP    |  |            |  |            |  |            |

A: Аланін

C: Цистеїн

D: Аспарагінова кислота

E: Глутамінова кислота

F: Фенілаланін

G: Гліцин

H: Гістидин

I: Ізолейцин

K: Лізин

L: Лейцин

M: Метіонін

N: Аспарагін

P: Пролін

Q: Глутамін

R: Аргінін

S: Серин

T: Треонін

V: Валін

W: Триптофан

Кодований геном білок за функцією належить до фосфопротеїнів. 
Задіяний у таких біологічних процесах, як рекомбінація ДНК, мейоз, альтернативний сплайсинг. 
Білок має сайт для зв'язування з ДНК. 
Локалізований у ядрі.